# 1,3-b-glukan sintaza
1,3-b-glukan sintaza (EC 2.4.1.34, 1,3-beta--glukan UDP glukoziltransferaza, UDP-glukoza 1,3-beta--glukan glukoziltransferaza, kalozna sintetaza, 1,3-beta-D-glukan-UDP glukoziltransferaza, UDP-glukoza-1,3-beta--glukan glukoziltransferaza, paramilonska sintetaza, UDP-glukoza-beta-glukan glukoziltransferaza, GS-II, (1,3)-beta-glukan (kaloza) sintaza, beta-1,3-glukan sintaza, beta-1,3-glukan sintetaza, 1,3-beta--glukan sintetaza, 1,3-beta--glukan sintaza, 1,3-beta-glukan-uridin difosfoglukoziltransferaza, kalozna sintaza, UDP-glukoza-1,3-beta-glukanska glukoziltransferaza, UDP-glukoza:(1,3)beta-glukan sintaza, uridin difosfoglukoza-1,3-beta-glukan glukoziltransferaza, UDP-glukoza:1,3-beta--glukan 3-beta--glukoziltransferaza) je enzim sa sistematskim imenom UDP-glukoza:(1->3)-beta-D-glukan 3-beta--glukoziltransferaza. Ovaj enzim katalizuje sledeću hemijsku reakciju
UDP-glukoza + [(1->3)-beta--glukozil] {\displaystyle \rightleftharpoons } UDP + [(1->3)-beta--glukozil]+1

## Literatura
- Nicholas C. Price; Lewis Stevens (1999). Fundamentals of Enzymology: The Cell and Molecular Biology of Catalytic Proteins (Third изд.). USA: Oxford University Press. ISBN 019850229X.
- Eric J. Toone (2006). Advances in Enzymology and Related Areas of Molecular Biology, Protein Evolution (Volume 75 изд.). Wiley-Interscience. ISBN 0471205036.
- Branden C; Tooze J. Introduction to Protein Structure. New York, NY: Garland Publishing. ISBN 0-8153-2305-0.
- Irwin H. Segel. Enzyme Kinetics: Behavior and Analysis of Rapid Equilibrium and Steady-State Enzyme Systems (Book 44 изд.). Wiley Classics Library. ISBN 0471303097.

## Spoljašnje veze
- 1,3-beta-glucan+synthase на 